# Woggersin
Woggersin est une commune rurale allemande de l'arrondissement du Plateau des lacs mecklembourgeois dans le Mecklembourg-Poméranie-Occidentale et le canton de Neverin. Le village faisait partie autrefois du grand-duché de Mecklembourg-Strelitz. Sa population comptait 562 habitants au 31 décembre 2010.

## Géographie
Woggersin se trouve à environ six kilomètres au nord-ouest de Neubrandenburg dans la vallée supérieure de la Tollense.

## Histoire
Woggersin a été mentionné pour la première fois par écrit en 1346. Sa petite église à colombages date du XIVe siècle.